# Байман, Дэниел
Дэниел Байман (англ. Daniel L. Byman, род. 1967, США) — американский профессор, преподаватель Школы дипломатической службы Уолша Джорджтаунского университета. Он является старшим научным сотрудником проекта «Транснациональные угрозы» в Центре стратегических и международных исследований, где он проводит исследования по терроризму, Ирану и другим вопросам безопасности на Ближнем Востоке. Он также является членом Консультативного совета по международной безопасности при Госдепартаменте США.
Ранее Байман работал заместителем декана программы бакалавриата Школы дипломатической службы, директором Центра исследований безопасности и программы исследований безопасности в Джорджтаунском университете, старшим научным сотрудником Центра ближневосточной политики Брукингского института и директором по исследованиям Центра государственной политики Ближнего Востока при корпорации RAND. Он является ведущим инструктором массового открытого онлайн-курса Джорджтаунского университета по терроризму и борьбе с терроризмом.

## Карьера
Байман был профессиональным сотрудником как Комиссии по терактам 11 сентября, так и Объединённого штаба по расследованию событий 11 сентября комитетов Палаты представителей и Сената по разведке.
В начале своей карьеры он работал политическим аналитиком в правительстве США. Он получил степень бакалавра Амхерстского колледжа и степень доктора философии Массачусетского технологического института. Последняя книга Баймана «Воины дороги: иностранные бойцы в армиях джихада», опубликованная издательством Oxford University Press в 2019 году, представляет собой обширную историю джихадистского движения. Он также является автором книги «Аль-Каида, Исламское государство и глобальное джихадистское движение: что нужно знать каждому», опубликованной Oxford University Press в 2015 году.

### Публикации
Публикации Баймана включают книги «Высокая цена: триумфы и неудачи израильской борьбы с терроризмом», «Война пяти фронтов: лучший способ борьбы с глобальным джихадом», «Всё разваливается: сдерживание последствий гражданской войны в Ираке», «Сохранение мира: долгосрочные решения для этнических конфликтов» и «Смертельные связи: государства, спонсирующие терроризм». Байман много писал по ряду тем, связанных с терроризмом, международной безопасностью, гражданскими и этническими конфликтами и Ближним Востоком. Он часто пишет статьи в журналах Foreign Affairs, Foreign Policy и The Washington Post; его работы публиковались в ряде научных и политических журналов.

### Избранные труды
- Trends in Outside Support for Insurgent Movements. — Rand Corporation, 2001. — ISBN 978-0-8330-3052-8.
- Keeping the Peace: Lasting Solutions to Ethnic Conflicts. — JHU Press, 2002. — ISBN 978-0-8018-6804-7.
- The Dynamics of Coercion: American Foreign Policy and the Limits of Military Might. — Cambridge University Press, 2002. — ISBN 978-0-521-00780-1.
- Deadly Connections: States that Sponsor Terrorism. — Cambridge University Press, 2005. — ISBN 978-0-521-83973-0.
- Things fall apart: containing the spillover from an Iraqi civil war. — Brookings Institution Press, 2007. — ISBN 978-0-8157-1379-1.
- A High Price:The Triumphs and Failures of Israeli Counterterrorism. — Oxford University Press, US, 2011. — ISBN 978-0-19-983174-6.
- "The Wobbling Red Line in Syria", op-ed, New York Times. May 4, 2013. «Пустые угрозы ослабляют авторитет Америки» относительно комментария президента Обамы о «красной линии» по поводу химического оружия Сирии.
- Road Warriors: Foreign Fighters in the Armies of Jihad. — Oxford University Press, 2019. — ISBN 978-0-19-064651-6.